# Liste von Bergen im Erzgebirge

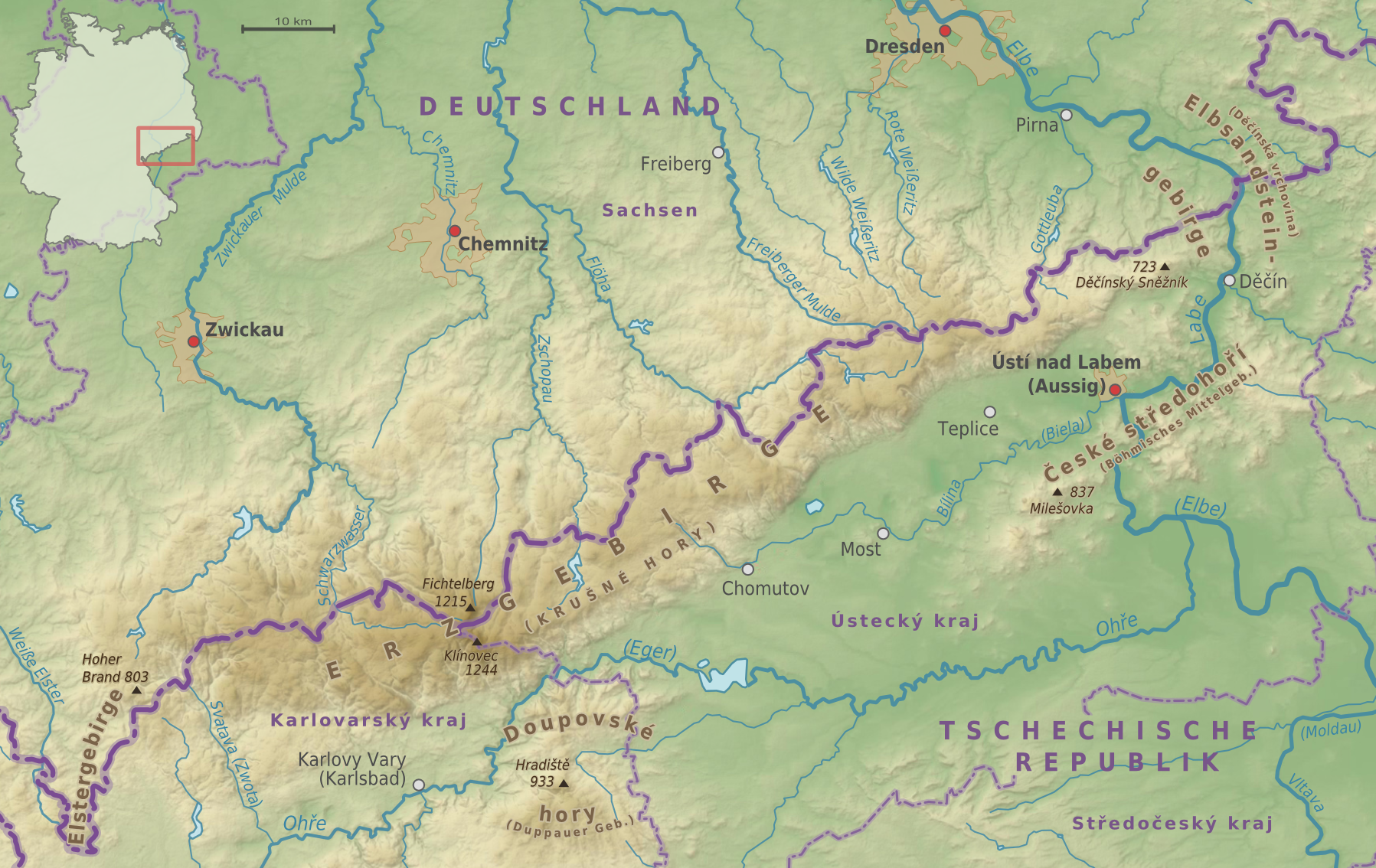
Physische Karte des Erzgebirges

Die Liste von Bergen im Erzgebirge führt eine Auswahl hoher, bekannter und selbständiger Berge im Erzgebirge auf. Die Übersicht enthält Berge ab 700 m ü. NHN.
Das Erzgebirge ist ein Pultschollengebirge mit einem flachen Anstieg auf der sächsischen und einem Steilabfall hin zum Egergraben auf der böhmischen Seite. Mehrere neogene Hebungsphasen, die letzte vor etwa zwei Millionen Jahren, führten zu der heutigen Morphologie, die durch eine Kammlinie gekennzeichnet ist, die nahe der Grenze zwischen Deutschland und Tschechien verläuft.

## Berge über 1000 Meter
| Name des Berges   | alternativ            | Höhe über NHN | Naturraum            | Region | Gemeinde                    | Koord. | Anmerkungen                                                                                             | Bild |
| ----------------- | --------------------- | ------------- | -------------------- | ------ | --------------------------- | ------ | --- | --- |
| Klínovec          | Keilberg              | 1.244 m       | Krušné hory          | CZ-KA  | Jáchymov (St. Joachimsthal) | Koord. | höchster Berg des Erzgebirges und Nordböhmens                                                           | |
| Fichtelberg       |                       | 1.214 m       | Mittleres Erzgebirge | DE-SN  | Oberwiesenthal              | Koord. | höchster Berg Sachsens, Doppelgipfel mit dem Kleinen Fichtelberg (1205,6 m)                             | |
| Božídarský Špičák | Gottesgaber Spitzberg | 1.115 m       | Krušné hory          | CZ-KA  | Boží Dar (Gottesgab)        | Koord. | höchster Berg außerhalb des Fichtelberg-Keilberg-Massivs                                                | |
| Meluzína          | Wirbelstein           | 1.094 m       | Krušné hory          | CZ-KA  | Krásný Les (Schönwald)      | Koord. | Bergrücken, am östlichen Rand des Fichtelberg-Keilberg-Massivs                                          | |
| Nad Ryžovnou      | Wagnerberg            | 1.054 m       | Krušné hory          | CZ-KA  | Boží Dar (Gottesgab)        | Koord. | | |
| Blatenský vrch    | Plattenberg           | 1.043 m       | Krušné hory          | CZ-KA  | Potůčky (Breitenbach)       | Koord. | südlich von Johanngeorgenstadt                                                                          | |
| Eisenberg         |                       | 1.029 m       | Mittleres Erzgebirge | DE-SN  | Oberwiesenthal              | Koord. | Bergrücken nördlich von Oberwiesenthal, durch die Vierenstraße vom Fichtelberg-Keilberg-Massiv getrennt | Bild gesucht Die Wikipedia wünscht sich an dieser Stelle ein Bild. Weitere Infos zum Motiv findest du vielleicht auf der Diskussionsseite . Falls du dabei helfen möchtest, erklärt die Anleitung , wie das geht. |
| Plešivec          | Pleßberg              | 1.028 m       | Krušné hory          | CZ-KA  | Abertamy (Abertham)         | Koord. | Basaltberg, direkt am Steilabbruch des Erzgebirges                                                      | |
| Auersberg         |                       | 1.018 m       | Westerzgebirge       | DE-SN  | Eibenstock, OT Wildenthal   | Koord. | höchster Berg des Westerzgebirges, Granit-Gipfel                                                        | |
| Zaječi hora       | Rammelsberg           | 1.008 m       | Krušné hory          | CZ-KA  | Potůčky (Breitenbach)       | Koord. | bewaldeter Berg zwischen der Bergstadt Platten und Johanngeorgenstadt                                   | Bild gesucht Die Wikipedia wünscht sich an dieser Stelle ein Bild. Weitere Infos zum Motiv findest du vielleicht auf der Diskussionsseite . Falls du dabei helfen möchtest, erklärt die Anleitung , wie das geht. |
| Taufichtig        |                       | 1.001 m       | Mittleres Erzgebirge | DE-SN  | Oberwiesenthal              | Koord. | Bergschulter am nordwestlichen Rand des Fichtelberg-Keilberg-Massivs                                    | |

## Berge über 900 Meter
| Name des Berges    | alternativ                                 | Höhe über NHN | Naturraum            | Region | Gemeinde                           | Koord. | Anmerkungen | Bild |
| ------------------ | ------------------------------------------ | ------------- | -------------------- | ------ | ---------------------------------- | ------ | --- | --- |
| Jelení hora        | Haßberg                                    | 994 m         | Krušné hory          | CZ-US  | Kryštofovy Hamry (Christophhammer) | Koord. | prominenter Tafelberg im mittleren Teil des Erzgebirges                                                                   | |
| Špičák             | Spitzberg                                  | 991 m         | Krušné hory          | CZ-KA  | Stříbrná (Silberbach)              | Koord. | zwischen Stříbrná (Silberbach) und Přebuz (Frühbuß)                                                                       | Silberbacher Spitzberg |
| Scheffelsberg      | Korec                                      | 981 m         | Westerzgebirge       | DE-SN  | Johanngeorgenstadt                 | Koord. | bewaldeter Berg südlich von Jugel, die deutsch-tschechische Grenze verläuft direkt über den Gipfel                        | |
| Tisovský vrch      | Peindlberg                                 | 977 m         | Krušné hory          | CZ-KA  | Nejdek (Neudek)                    | Koord. | Granitgipfel, am Südabbruch des Erzgebirges                                                                               | |
| Schneehübel        |                                            | 974 m         | Westerzgebirge       | DE-SN  | Morgenröthe-Rautenkranz            | Koord. | bewaldeter Gipfel westlich von Carlsfeld an der Grenze zum Vogtland; höchster Berg des Vogtlandes                         | |
| Velký Špičák       | Großer Spitzberg, Schmiedeberger Spitzberg | 965 m         | Krušné hory          | CZ-US  | Kryštofovy Hamry (Christophhammer) | Koord. | prominenter Berg östlich der Gemeinde Kovářská (Schmiedeberg) im böhmischen Gebirgsteil                                   | |
| Jeřábí vrch        | Stangenhöhe                                | 965 m         | Krušné hory          | CZ-KA  | Přebuz (Frühbuß)                   | Koord. | bewaldeter Gipfel nahe Carlsfeld, knapp südlich der deutsch-tschechischen Grenze                                          | Bild gesucht Die Wikipedia wünscht sich an dieser Stelle ein Bild. Weitere Infos zum Motiv findest du vielleicht auf der Diskussionsseite . Falls du dabei helfen möchtest, erklärt die Anleitung , wie das geht. |
| Brückenberg        |                                            | 964 m         | Westerzgebirge       | DE-SN  | Eibenstock, OT Wildenthal          | Koord. | bewaldeter Gipfel, durch das Tal der Großen Bockau vom Auersberg getrennt                                                 | |
| Großer Rammelsberg |                                            | 963 m         | Westerzgebirge       | DE-SN  | Morgenröthe-Rautenkranz            | Koord. | Berggruppe mit Kleiner Rammelsberg (943 m) und Jelení vrch (959 m)                                                        | Gipfelfelsen des Großen Rammelsberges |
| Loučná             | Wieselstein                                | 956 m         | Krušné hory          | CZ-US  | Lom (Bruch)                        | Koord. | höchster Berg im östlichen Teil des Erzgebirges, am südl. Steilabbruch des Erzgebirges, nördlich von Meziboří (Schönbach) | |
| Kiel               |                                            | 943 m         | Westerzgebirge       | DE-SN  | Klingenthal, OT Brunndöbra         | Koord. | westlichster Neunhunderter des Erzgebirges                                                                                | |
| Kamenáč            | Aschberg                                   | 936 m         | Krušné hory          | CZ-KA  | Bublava (Schwaderbach)             | Koord. | | |
| Rehhübel           |                                            | 930 m         | Westerzgebirge       | DE-SN  | Johanngeorgenstadt                 | Koord. | Nebengipfel des Auersberges                                                                                               | |
| Medvědí skála      | Bernsteinberg                              | 924 m         | Krušné hory          | CZ-US  | Nová Ves v Horách (Gebirgsneudorf) | Koord. | schwer zugänglicher Berg                                                                                                  | |
| Riesenberg         |                                            | 923 m         | Westerzgebirge       | DE-SN  | Eibenstock, OT Sosa                | Koord. | Granitgipfel im Auersbergmassiv                                                                                           | Gipfelfelsen des Riesenberges |
| Zeisiggesang       |                                            | 922 m         | Westerzgebirge       | DE-SN  | Eibenstock                         | Koord. | Bewaldeter Gipfel nördlich von Carlsfeld                                                                                  | |
| Lesenská pláň      | Hübladung                                  | 921 m         | Krušné hory          | CZ-US  | Nová Ves v Horách (Gebirgsneudorf) | Koord. | flacher Bergrücken am Steilabfall des Erzgebirges nördlich von Jirkov (Görkau), Doppelgipfel mit dem Eduardstein (908 m)  | Bild gesucht Die Wikipedia wünscht sich an dieser Stelle ein Bild. Weitere Infos zum Motiv findest du vielleicht auf der Diskussionsseite . Falls du dabei helfen möchtest, erklärt die Anleitung , wie das geht. |
| Na strašidlech     | Heinrichstein                              | 913 m         | Krušné hory          | CZ-KA  | Potůčky (Breitenbach)              | Koord. | | |
| Rabenberg          |                                            | 913 m         | Mittleres Erzgebirge | DE-SN  | Breitenbrunn                       | Koord. | bewaldeter Gipfel | |
| Lesná              | Ladung                                     | 911 m         | Krušné hory          | CZ-US  | Nová Ves v Horách (Gebirgsneudorf) | Koord. | | Bild gesucht Die Wikipedia wünscht sich an dieser Stelle ein Bild. Weitere Infos zum Motiv findest du vielleicht auf der Diskussionsseite . Falls du dabei helfen möchtest, erklärt die Anleitung , wie das geht. |
| Mědník             | Kupferhübel                                | 910 m         | Krušné hory          | CZ-US  | Měděnec (Kupferberg)               | Koord. | Skarn | |
| Pramenáč           | Bornhauberg                                | 909 m         | Krušné hory          | CZ-US  | Košťany (Kosten)                   | Koord. | Teplitzer Quarzporphyr | |
| Kahleberg          |                                            | 905 m         | Osterzgebirge        | DE-SN  | Altenberg                          | Koord. | höchster Berg im Osterzgebirge auf deutschem Gebiet, Teplitzer Quarzporphyr                                               | |

## Berge über 800 Meter
| Name des Berges | alternativ     | Höhe über NHN | Naturraum            | Region | Gemeinde                           | Koord. | Anmerkungen                                                       | Bild |
| --------------- | -------------- | ------------- | -------------------- | ------ | ---------------------------------- | ------ | ----------------------------------------------------------------- | --- |
| Bärenstein      |                | 898 m         | Mittleres Erzgebirge | DE-SN  | Bärenstein                         | Koord. | Basalt-Tafelberg                                                  | |
| Fastenberg      |                | 891 m         | Westerzgebirge       | DE-SN  | Johanngeorgenstadt                 | Koord. |                                                                   | |
| Hirtstein       |                | 890 m         | Mittleres Erzgebirge | DE-SN  | Marienberg, OT Satzung             | Koord. | 24 Millionen Jahre alte Basalt-Quellkuppe                         | |
| Toskabank       |                | 887 m         | Mittleres Erzgebirge | DE-SN  | Sehmatal                           | Koord. | Südliche Erhebung des Höhenzugs Stahlberg                         | |
| Leistnerhübel   |                | 879 m         | Westerzgebirge       | DE-SN  | Eibenstock, OT Wildenthal          | Koord. |                                                                   | Bild gesucht Die Wikipedia wünscht sich an dieser Stelle ein Bild. Weitere Infos zum Motiv findest du vielleicht auf der Diskussionsseite . Falls du dabei helfen möchtest, erklärt die Anleitung , wie das geht. |
| Bouřňák         | Stürmer        | 869 m         | Krušné hory          | CZ-US  | Moldava (Moldau)                   | Koord. |                                                                   | |
| Stropník        | Strobnitz      | 856 m         | Krušné hory          | CZ-US  | Osek (Osegg)                       | Koord. | Basalt                                                            | |
| Feuerturm       |                | 851 m         | Mittleres Erzgebirge | DE-SN  | Sehmatal                           | Koord. | Nördliche Erhebung des Höhenzugs Stahlberg                        | Bild gesucht Die Wikipedia wünscht sich an dieser Stelle ein Bild. Weitere Infos zum Motiv findest du vielleicht auf der Diskussionsseite . Falls du dabei helfen möchtest, erklärt die Anleitung , wie das geht. |
| Čihadlo         | Lauschhübel    | 842 m         | Krušné hory          | CZ-US  | Kalek (Kallich)                    | Koord. |                                                                   | |
| Ochsenkopf      |                | 836 m         | Mittleres Erzgebirge | DE-SN  | Breitenbrunn, OT Rittersgrün       | Koord. | Glimmerschiefer                                                   | |
| Pöhlberg        |                | 831 m         | Mittleres Erzgebirge | DE-SN  | Annaberg-Buchholz                  | Koord. | Basalt-Tafelberg                                                  | |
| Ochsenkopf      |                | 823 m         | Westerzgebirge       | DE-SN  | Eibenstock, OT Sosa                | Koord. | bei Jägerhaus                                                     | Bild gesucht Die Wikipedia wünscht sich an dieser Stelle ein Bild. Weitere Infos zum Motiv findest du vielleicht auf der Diskussionsseite . Falls du dabei helfen möchtest, erklärt die Anleitung , wie das geht. |
| Ahornberg       |                | 823 m         | Osterzgebirge        | DE-SN  | Seiffen                            | Koord. |                                                                   | Bild gesucht Die Wikipedia wünscht sich an dieser Stelle ein Bild. Weitere Infos zum Motiv findest du vielleicht auf der Diskussionsseite . Falls du dabei helfen möchtest, erklärt die Anleitung , wie das geht. |
| Geisingberg     |                | 821 m         | Osterzgebirge        | DE-SN  | Altenberg                          | Koord. | Basalt-Kegelberg                                                  | |
| Steinhübel      | Hindenburghöhe | 817 m         | Mittleres Erzgebirge | DE-SN  | Olbernhau                          | Koord. | im Rübenauer Kriegwald                                            | |
| Morgenleithe    |                | 812 m         | Westerzgebirge       | DE-SN  | Lauter-Bernsbach, OT Lauter        | Koord. | Doppelgipfel                                                      | Bild gesucht Die Wikipedia wünscht sich an dieser Stelle ein Bild. Weitere Infos zum Motiv findest du vielleicht auf der Diskussionsseite . Falls du dabei helfen möchtest, erklärt die Anleitung , wie das geht. |
| Komáří hůrka    | Mückenberg     | 808 m         | Krušné hory          | CZ-US  | Krupka (Graupen)                   | Koord. | mit dem bekannten Mückentürmchen, Biotitgneis mit Zinnvererzungen | |
| Scheibenberg    |                | 807 m         | Mittleres Erzgebirge | DE-SN  | Scheibenberg                       | Koord. | Basalt-Tafelberg                                                  | |
| Kannelberg      | Drachenkopf    | 805 m         | Osterzgebirge        | DE-SN  | Rechenberg-Bienenmühle, OT Holzhau | Koord. |                                                                   | Bild gesucht Die Wikipedia wünscht sich an dieser Stelle ein Bild. Weitere Infos zum Motiv findest du vielleicht auf der Diskussionsseite . Falls du dabei helfen möchtest, erklärt die Anleitung , wie das geht. |
| Hoher Brand     |                | 803 m         | Westerzgebirge       | DE-SN  | Markneukirchen, OT Wohlhausen      | Koord. |                                                                   | |
| Schwarzberg     |                | 802 m         | Westerzgebirge       | DE-SN  | Klingenthal, OT Zwota              | Koord. |                                                                   | Bild gesucht Die Wikipedia wünscht sich an dieser Stelle ein Bild. Weitere Infos zum Motiv findest du vielleicht auf der Diskussionsseite . Falls du dabei helfen möchtest, erklärt die Anleitung , wie das geht. |
| Olověný vrch    | Bleiberg       | 802 m         | Krušné hory          | CZ-KA  | Bublava (Schwaderbach)             | Koord. |                                                                   | |

## Berge über 700 Meter
| Name des Berges    | alternativ                        | Höhe über NHN | Naturraum            | Region | Gemeinde                        | Koord. | Anmerkungen | Bild |
| ------------------ | --------------------------------- | ------------- | -------------------- | ------ | ------------------------------- | ------ | --- | --- |
| Sauberg            |                                   | 797 m         | Mittleres Erzgebirge | DE-SN  | Breitenbrunn                    | Koord. | Bergschulter des Rabenberges                                                                                              | Bild gesucht Die Wikipedia wünscht sich an dieser Stelle ein Bild. Weitere Infos zum Motiv findest du vielleicht auf der Diskussionsseite . Falls du dabei helfen möchtest, erklärt die Anleitung , wie das geht. |
| Kuhberg            |                                   | 795 m         | Westerzgebirge       | DE-SN  | Stützengrün                     | Koord. | Turmalingranit | |
| Schwartenberg      |                                   | 787 m         | Osterzgebirge        | DE-SN  | Neuhausen                       | Koord. | Graugneis | |
| Kohlhaukuppe       |                                   | 786 m         | Osterzgebirge        | DE-SN  | Altenberg, OT Geising           | Koord. | Granitporphyr | |
| Thierberg          |                                   | 786 m         | Westerzgebirge       | DE-SN  | Muldenhammer                    | Koord. | | |
| Laubberg           |                                   | 767 m         | Westerzgebirge       | DE-SN  | Schönheide                      | Koord. | am äußersten Westrand des Erzgebirges an der Grenze zum Vogtland                                                          | Bild gesucht Die Wikipedia wünscht sich an dieser Stelle ein Bild. Weitere Infos zum Motiv findest du vielleicht auf der Diskussionsseite . Falls du dabei helfen möchtest, erklärt die Anleitung , wie das geht. |
| Schatzenstein      |                                   | 760 m         | Mittleres Erzgebirge | DE-SN  | Elterlein                       | Koord. | bis 10 m hohe Phyllitklippen                                                                                              | |
| Knock              |                                   | 726 m         | Westerzgebirge       | DE-SN  | Schönheide                      | Koord. | Turmalingranit | |
| Baumannsberg       |                                   | 726 m         | Westerzgebirge       | DE-SN  | Schönheide                      | Koord. | Turmalingranit | |
| Greifensteine      |                                   | 732 m         | Mittleres Erzgebirge | DE-SN  | Ehrenfriedersdorf               | Koord. | Granitfelsen mit Wollsackverwitterung, regionale Redewendung: „alt wie die Greifensteine“                                 | |
| Fuchshöhe          |                                   | 728 m         | Mittleres Erzgebirge | DE-SN  | Mildenau, OT Arnsfeld           | Koord. | | |
| Spiegelwald        |                                   | 728 m         | Mittleres Erzgebirge | DE-SN  | Grünhain-Beierfeld, OT Grünhain | Koord. | | |
| Špičák             | Sattelberg, Schönwalder Spitzberg | 723 m         | Krušné hory          | CZ-US  | Petrovice (Peterswald)          | Koord. | ein Kegelberg aus Sandstein mit Basaltdurchbruch                                                                          | |
| Fuchsstein         |                                   | 722 m         | Westerzgebirge       | DE-SN  | Schönheide                      | Koord. | Turmalingranit. Von 1915 an, nach dem Anbringen eines Bismarck-Reliefs, Bismarckhain genannt. Seit 1945 wieder umbenannt. | |
| Nakléřovská výšina | Nollendorfer Höhe                 | 704 m         | Krušné hory          | CZ-US  | Petrovice (Peterswald)          | Koord. | eine Anhöhe | |